# 琼州府

琼州府在广东省的位置（1820年）

琼州府，中国明朝设置的府，沿袭至清朝。

## 明代的瓊州府
洪武元年（1368年）十月，改乾宁安抚司置。洪武二年降为瓊州，洪武三年复为府。治所在琼山县（今海南省海口市琼山区）。下领三州、十县：
- 瓊山縣
- 澄邁縣
- 臨高縣
- 定安縣。元至元二十九年六月置。天曆二年十月升為南建州。洪武元年十月復為縣
- 文昌縣
- 會同縣
- 樂會縣
- 儋州，元南寧軍，屬海北海南道宣慰司。洪武元年十月改為儋州屬府。正統四年六月以州治宜倫縣省入。領縣一。
  - 昌化縣
- 萬州，元萬安軍，屬海北海南道。洪武元年十月改為萬州屬府。正統四年六月以州治萬安縣省入。領縣一。
  - 陵水縣
- 崖州，元吉陽軍，屬海北海南道宣慰司。洪武元年十月改為崖州屬府。正統四年六月以州治寧遠縣省入。領縣一。
  - 感恩縣。舊屬儋州。正統五年來屬。

## 清代的瓊州府
清初至晚清，大体沿袭明朝行政区。咸丰八年（1858年），清政府签定中英天津条约，琼州成为通商口岸之一，有琼海关。1880年代，张之洞任两广总督时，曾对琼州府进行开发，期间巩固海防、开辟道路、开辟土地、安抚黎族。光绪三十一年（1905年），崖州升为崖州直隶州。万州降为万县，归属崖州直隶州，琼州府辖境缩小。琼州府领儋州及七县：琼山县、澄迈县、定安县、文昌县、会同县、乐会县、临高县。考评为繁，疲，难。辛亥革命后，全国废府州厅改县后废置。

## 延伸阅读
[在维基数据编辑]
 《欽定古今圖書集成·方輿彙編·職方典·瓊州府部》，出自陈梦雷《古今圖書集成》